# Acnemia fisherae
Acnemia fisherae är en tvåvingeart som beskrevs av Zaitzev 1982. Acnemia fisherae ingår i släktet Acnemia och familjen svampmyggor. Inga underarter finns listade i Catalogue of Life.